# Банда аутсайдери
„Банда аутсайдери“ (на френски: Bande à part) е френска криминална драма от 1964 година на режисьора Жан-Люк Годар.

## Сюжет
Одил е млада девойка, която се среща с двама младежи, Артур и Франц на курсове по английски език. Те я убеждават да участва в грабеж.

## В ролите
| Изпълнител    | Роля                   |
| ------------- | ---------------------- |
| Сами Фрей     | Франц                  |
| Ана Карина    | Одил                   |
| Клод Брасър   | Артур                  |
| Даниел Жерар  | учителка по английскиг |
| Луиза Колпейн | мадам Виктория         |
| Шантал Дарже  | лелята на Артур        |
| Ернст Менцер  | чичото на Артур        |